# Praina leucaniades
Praina leucaniades là một loài bướm đêm trong họ Noctuidae.